# 聖名大學 (奧克蘭)

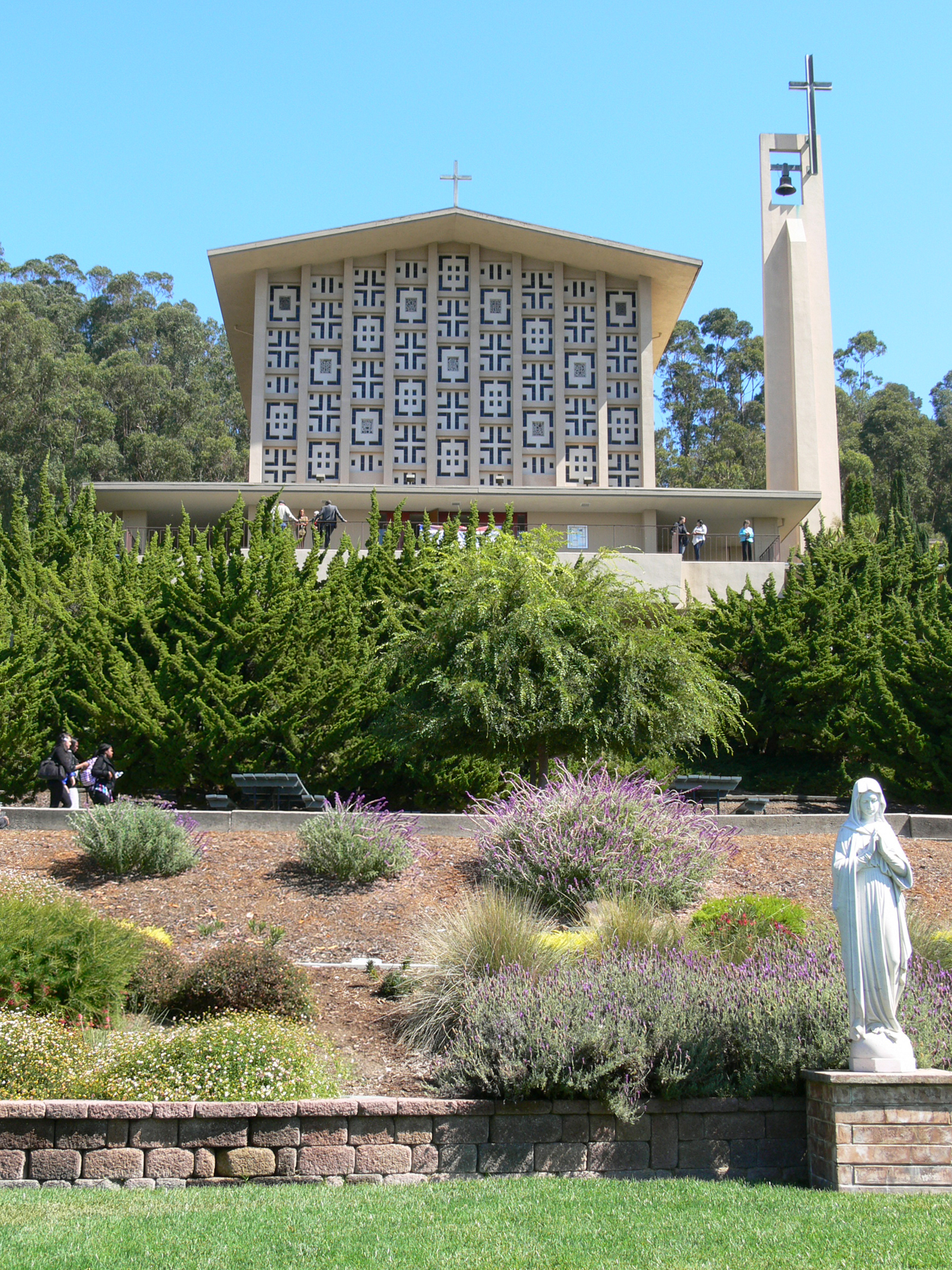
大學內的小聖堂“McLean Chapel”

圣名大學（Holy Names University）是位於美國加利福尼亞州奧克蘭的一所私立大學，2015年《美國新聞與世界報道》 “西部地區大學”排名中排在第68位，該校已經倒閉。

## 歷史
其歷史可追溯到1868年來自魁北克的幾名耶稣与玛利亚圣名修女会修女于奧克蘭美麗湖湖畔建立的聖心瑪麗修道院（Convent of Our Lady of the Sacred Heart），該機構在1908年開始提供高等教育，并改名為“College of the Holy Names”，1949年得到西部學校和學院協會認可。
作為女修道院成立的教育機構，它最初是一所女子學院，1955年才開始男女共學的部門。1957年院校址被亨利·J·凱撒買下用來建造凱撒大廈（Kaiser Building），學校便搬到了現址。 1971年正式男女共學，更名為“Holy Names College” ， 2004年5月10日改現名。

## 外部連結
- Official website （页面存档备份，存于）
- Official athletics website （页面存档备份，存于）